# 툰
툰(독일어: Thun, 프랑스어: Thoune)은 스위스 베른주의 도시이다. 툰호에서 유입된 아레강이 흐른다. 정밀 공업이 발달하였다. 스위스에서 가장 넓은 군부대가 주둔하고 있는 도시이기도 하다.
2018년 12월 기준으로 이 지자체에는 약 45,000명의 주민이 있으며 약 80,000명이 이곳에 살고 있다.
관광, 기계 및 정밀 기기 공학, 국가에서 가장 큰 수비대, 식품 산업, 군비 및 출판은 툰에게 경제적으로 중요하다.
툰의 공식 언어는 (스위스 표준의 변종) 독일어이지만, 주요 구어 언어는 알레만계 스위스 독일어 방언의 현지 변종이다.

## 역사

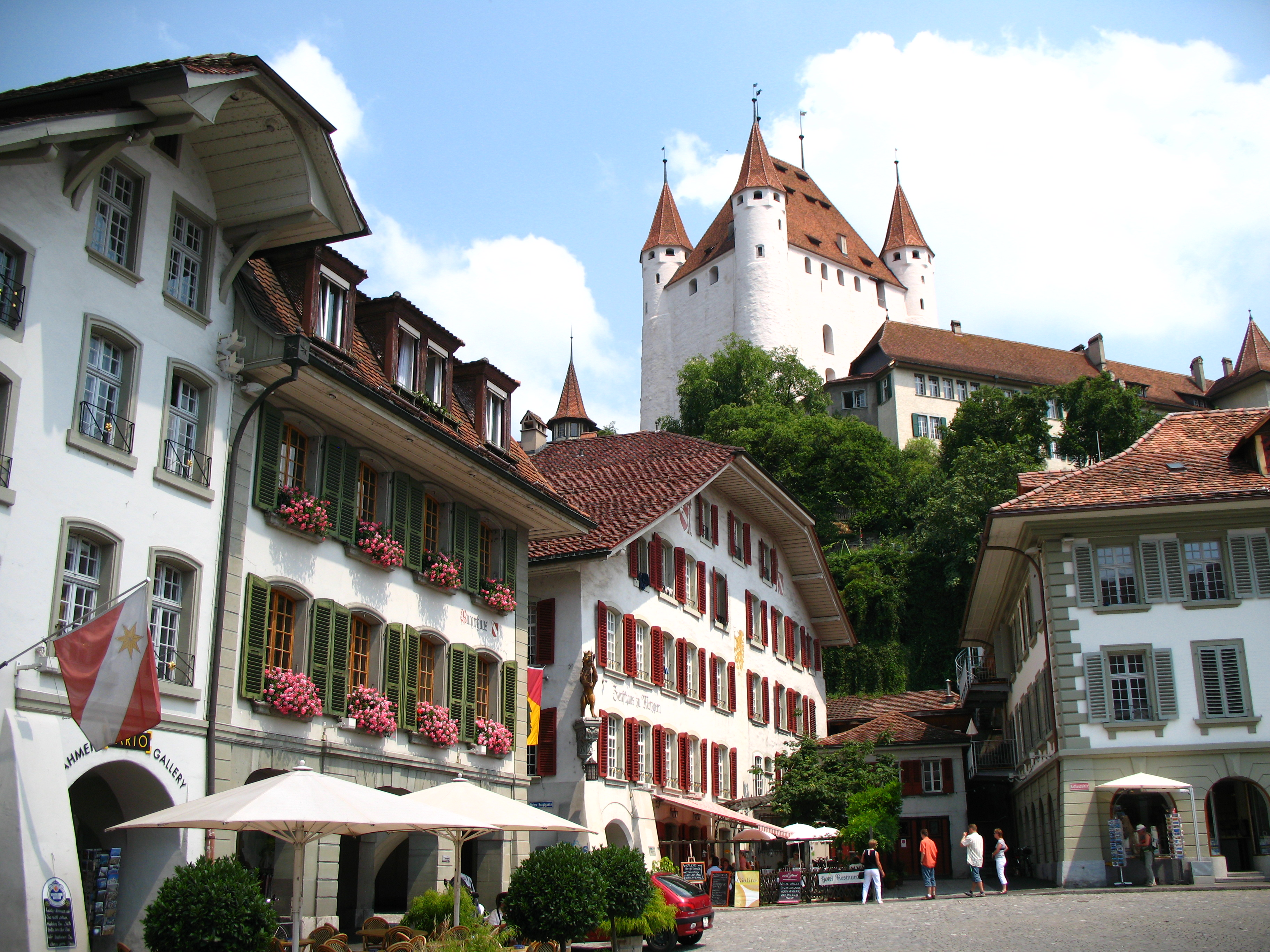
시청광장 위로 솟은 툰성

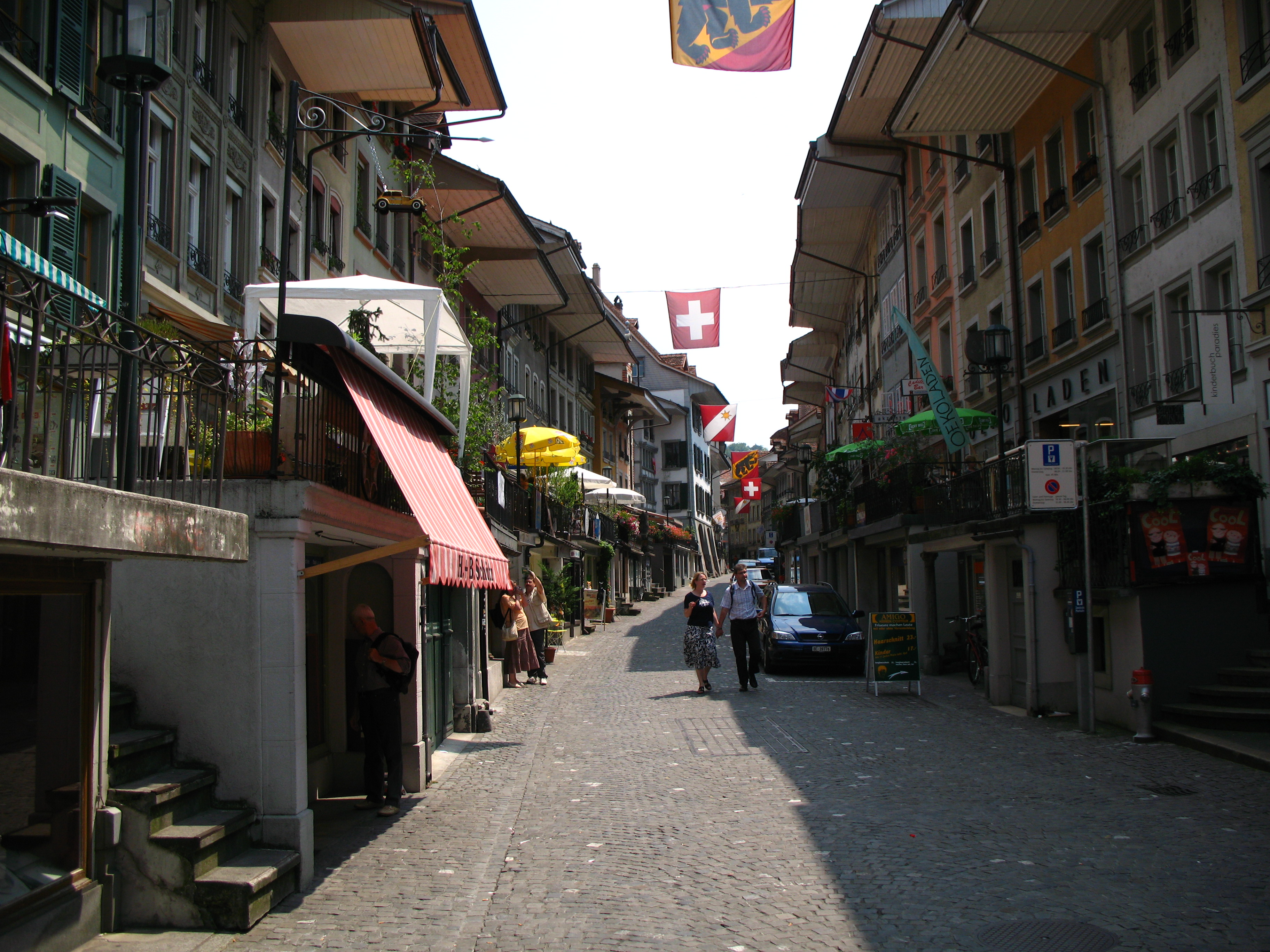
올드 타운 거리

지금의 툰 지역은 신석기 시대(기원전 3000년 중반)부터 사람이 살았던 지역이다. 초기 청동기 시대에는 호숫가와 아레강을 따라 많은 정착지가 있었다. 렌첸뷔흘의 한 유적에서는 유럽에서 가장 풍부한 초기 청동기 시대 유물 컬렉션 중 하나가 포함된 지역 추장 또는 귀족의 무덤이 있었다. 빌러의 또 다른 장소에는 지중해에서 수확되어 알프스를 넘어 거래된 약 1,500개의 바다 고둥 껍질이 있었다.
도시의 이름은 ‘요새 도시’를 의미하는 켈트어 두눔(Dunum)에서 파생된다. 기원전 58년 로마 군단이 거의 모든 스위스를 정복했을 때, 로마에 함락되었고 곧 이 지역에서 로마 행정의 주요 중심지 중 하나가 되었다.
로마인은 400년경 부르고뉴인에 의해 툰과 스위스의 나머지 지역에서 쫓겨났다. 아레강은 기독교 부르고뉴인과 북쪽에 살았던 독일어를 사용하는 이교도인 알레만니 사이의 국경이 되었다. 이 지역은 프랑크족의 수도사 프레드가의 연대기인 7세기에 처음으로 언급되었다. 이 도시는 1133년에 투노(Tuno)로 처음 언급되었다.
툰 지역은 1033년 콘라트 2세가 부르고뉴왕의 칭호를 얻으면서 신성 로마 제국의 일부가 되었다. 황제는 베른을 중심으로 한 체링겐 가문에게 스위스 중부의 제멋대로인 귀족을 제압했다. 1190년경 체링겐 공작 베르톨트 5세는 툰성을 건설하고 도시를 확장했다. 1218년 베르톨트가 사망한 후 그의 영토는 울리히 3세 폰 키부르크에게 넘어갔다.
1264년 툰은 마을의 권리를 얻었고 1384년에는 베른주에 마을을 사들였다. 툰은 1798년부터 1803년까지 지속된 헬베티아 공화국 오버란트주의 주도였다.
1819년에 마을에 군사 학교가 설립되었으며, 나중에 스위스의 주요 군사 학교로 발전했다. 툰은 1859년에 스위스 철도망에 연결되었고, 1888년에 전화 접속이 가능해졌다.

## 지리

### 지형

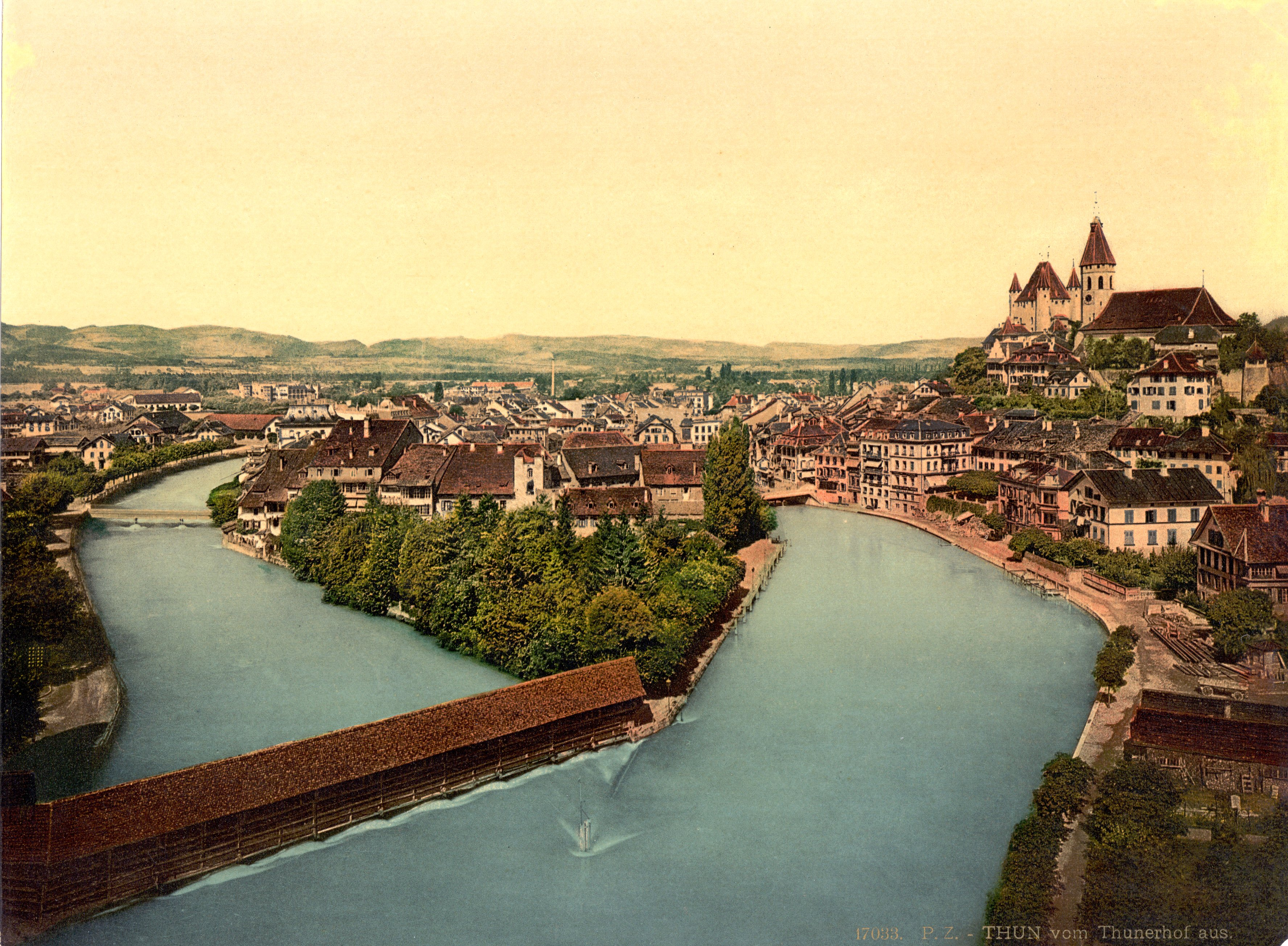
1900년부터 이어온 툰성과 아레강

툰의 중심은 툰 호수에서 강이 흐르는 지점의 바로 하류인 아레강 강변에 위치해 있다. 강의 양안과 그 사이의 섬을 포함한다. 마을의 면적은 21.6k㎡이며, 마을 경계는 시내 중심에서 최대 4km에 이른다. 마을의 고도는 도심에서 약 560m, 동쪽 경계에서 1,170m 사이이다.
툰의 면적은 21.57k㎡이다. 2004년 조사 기준으로 총 6.03k㎡ (27.9%)가 농업용으로 사용되며 4.32k㎡ (20.0%)가 산림으로 사용된다. 나머지 시정촌 중 10.76k㎡ (49.9%)가 정착(건물 또는 도로), 0.29k㎡ (1.3%)가 강 또는 호수이고 0.19k㎡ (0.9%)는 불모지이다.
같은 조사에서 전체 면적의 5.7%는 공업용 건물, 주택과 건물은 26.8%, 교통 기반 시설은 12.1%를 차지했다. 공원, 녹지대, 운동장이 4.4%를 차지했다. 삼림 지대는 모두 울창한 숲으로 덮여 있다. 농경지 중 11.4%는 작물 재배에 사용되고 15.6%는 목초지이다. 시정촌의 물 중 0.9%는 호수에, 0.4%는 강과 시내에 있다.
2009년 12월 31일, 수도였던 암츠베르지르크 툰은 해산되었다. 다음 날인 2010년 1월 1일에는 더 큰 툰구의 수도가 되었다.

### 기후
1981년과 2010년 사이에 툰은 연평균 123.7일의 비 또는 눈이 내렸고, 평균강수량은 1,024mm였다. 가장 습한 달은 8월로 이 기간 동안 툰은 평균 138mm의 비나 눈이 내렸다. 이달 동안 평균강수일은 11.7일이었다. 강수량이 가장 많은 달은 6월로 평균 12.9일이었지만 비 또는 눈의 양은 132mm에 불과했다. 연중 가장 건조한 달은 2월로 8.3일 동안 평균 46mm의 강수량을 보였다.

## 인구통계

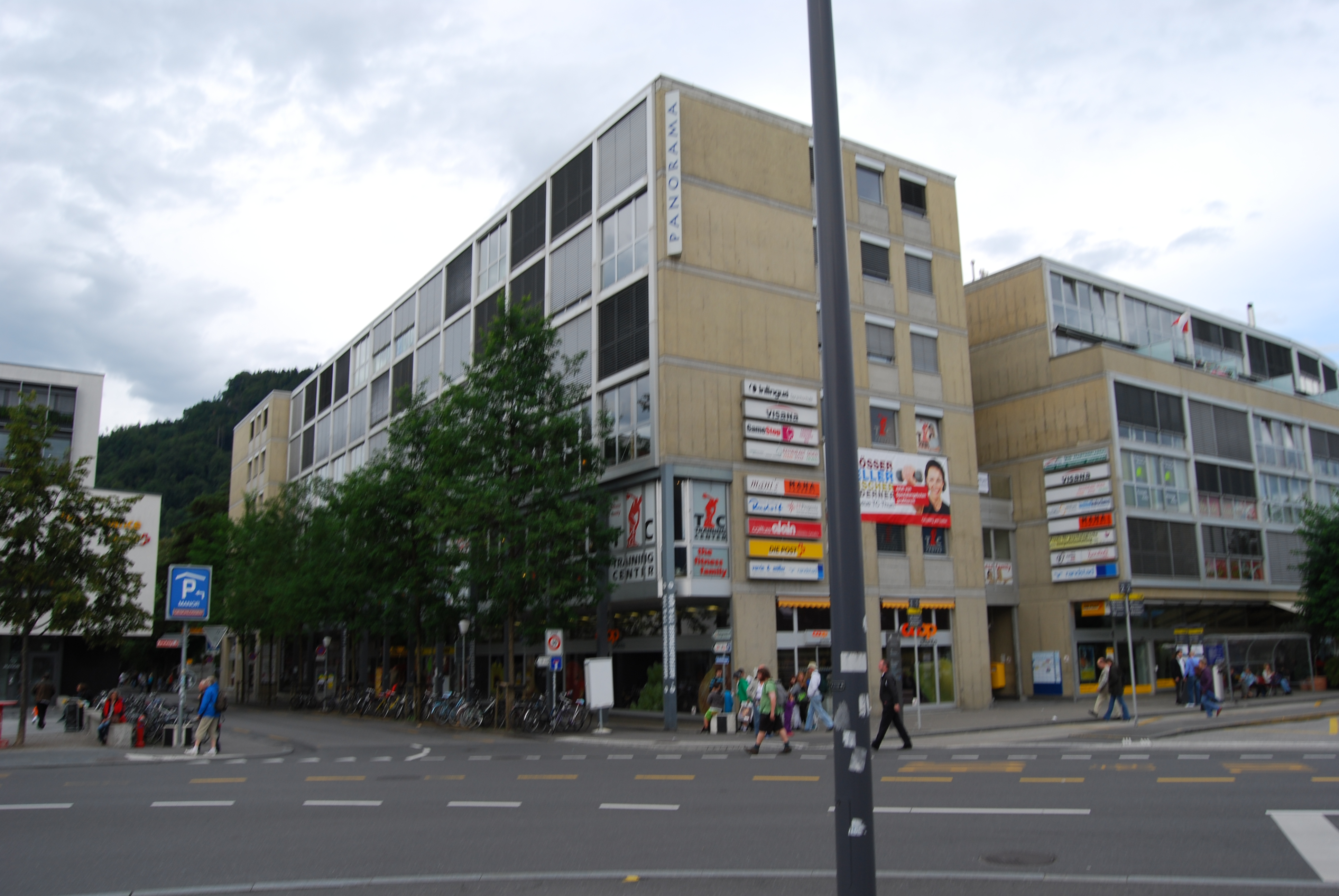
툰의 저층 아파트

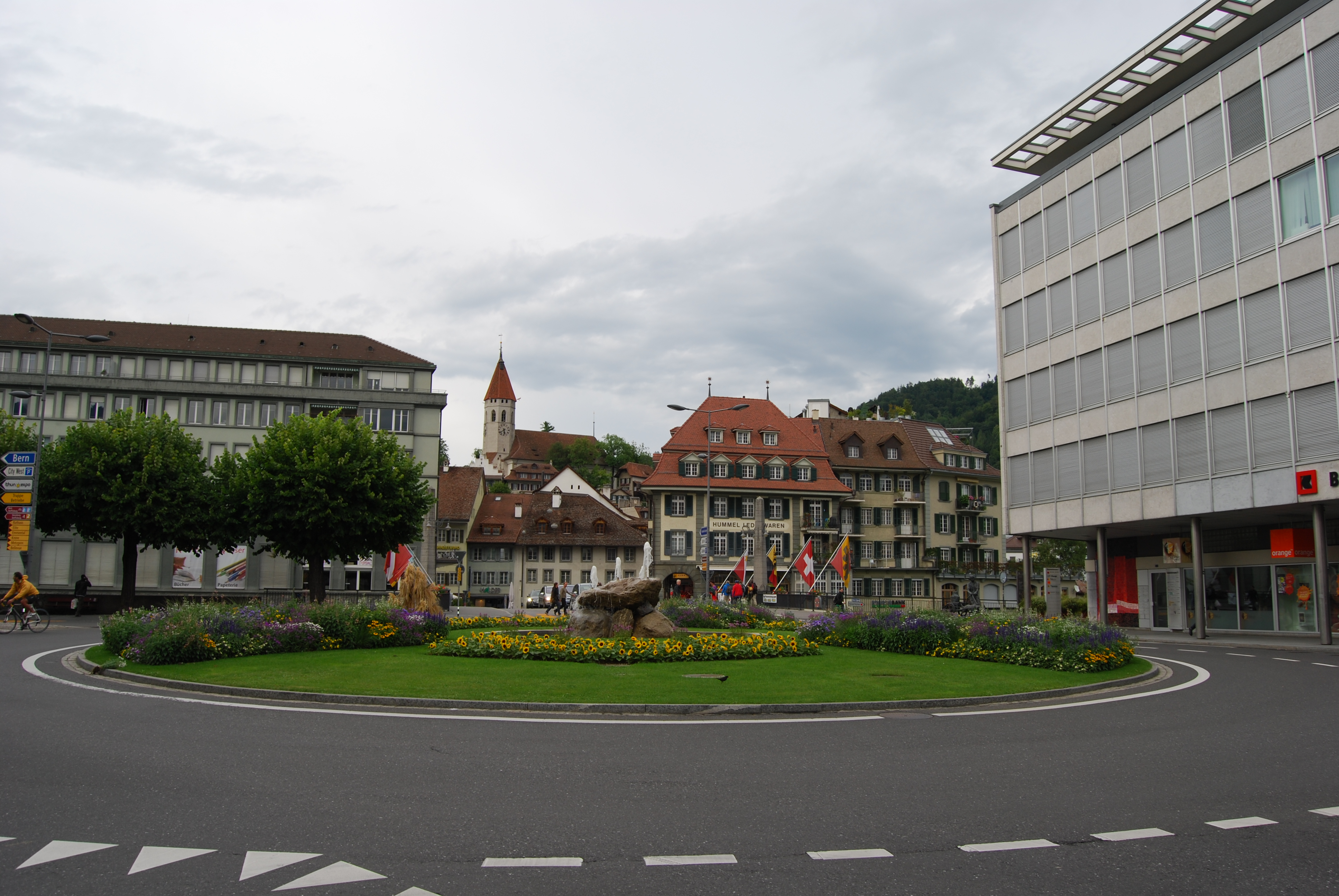
툰의 옛날, 현대식 건축물

툰의 인구(2020년 12월 기준)는 43,476명이다. 2012년 기준으로 인구의 12.3%가 거주하는 외국인이다. 지난 2년(2010-2012) 사이에 인구는 0.3%의 비율로 변경되었다. 이민은 0.4%, 출생 및 사망은 -0.4%를 차지했다.
2000년 기준 인구 대부분인 36,551명(90.5%)이 독일어를 모국어로 사용하고, 이탈리아어가 728명(1.8%)로 두 번째로 많이 사용한다. 알바니아어가 511명(1.3%)으로 세 번째 사용된다. 프랑스어를 할 줄 아는 사람은 399명, 로만슈어를 할 줄 아는 사람은 31명이다.
2013년 기준으로 인구는 남성 47.5%, 여성 52.5%이다. 인구는 17,629명의 스위스 남성(인구의 41.1%)과 2,779명(6.5%)의 비스위스계 남성으로 구성되었다. 스위스 여성은 19,956명(46.5%), 비스위스계 여성은 2,559명(6.0%)이었다. 시정촌 인구 중 12,265명(약 30.4%)이 툰에서 태어나 2000년에 그곳에 살았다. 같은 주에서 태어난 15,105명(37.4%)이 있었고, 스위스 타지에서 태어난 5,846명(14.5%)이 있었다. 5,699명(14.1%)이 스위스 이외의 외국에서 태어났다.
2012년 기준으로 아동·청소년(0~19세) 인구가 17.5%, 성인(20~64세)이 60.7%, 노인(64세 이상)이 21.8%를 차지한다.
2000년 기준으로 시정촌에 미혼이거나, 싱글인 15,905명이다. 기혼자는 18,969명, 미망인은 2,875명, 이혼한 사람은 2,628명이었다.
2010년 기준 1인 가구는 7,537가구, 5인 이상 가구는 919가구이다. 2000년 기준으로 영구임대된 아파트는 총 18,153채(전체의 92.4%)였으며, 계절적 임대아파트는 1,080채(5.5%), 공실은 406채(2.1%)였다. 2012 년 기준 신규주택 건설률은 인구 1000명당 5.5세대이다.
2003년 현재 툰의 평균 아파트 임대료는 월 1017.63 스위스 프랑 (CHF)이었다. (2003년부터 US$810, £460, €650 약 환율). 원룸 아파트의 평균 가격은 601.00 CHF(US$480, £270, €380), 2룸 아파트는 약 784.97 CHF(US$630, £350, €500), 927.87 CHF(US$740, £420, €590) 및 6개 이상의 방 아파트 비용은 평균 1821.24 CHF(US$1460, £820, €1170)이다. 툰의 평균 아파트 가격은 전국 평균 1116CHF의 91.2%였다.

2013년 시정촌 공실률은 0.1%였다. 2012년에 단독 주택은 시정촌 전체 주택의 46.7%를 차지했다.

### 역사적 인구 자료
역사적 인구는 다음 차트에 나와 있다.
| 과거 인구 자료 | 과거 인구 자료 | 과거 인구 자료 | 과거 인구 자료 | 과거 인구 자료 | 과거 인구 자료 | 과거 인구 자료 | 과거 인구 자료 | 과거 인구 자료 | 과거 인구 자료 | 과거 인구 자료 | 과거 인구 자료 |
| 년도           | 총인구         | 독일어         | 이태리어       | 개신교         | 가톨릭         | 기타           | 유대인         | 무슬림         | 무교           | 스위스계       | 비스위스계     |
| -------------- | -------------- | -------------- | -------------- | -------------- | -------------- | -------------- | -------------- | -------------- | -------------- | -------------- | -------------- |
| 15세기 시작    | ca. 1400       |                |                |                |                |                |                |                |                |                |                |
| 1764           | 1,414          |                |                |                |                |                |                |                |                |                |                |
| 1798           | 1,566          |                |                |                |                |                |                |                |                |                |                |
| 1818           | 1,936          |                |                |                |                |                |                |                |                |                |                |
| 1836           | 2,646          |                |                |                |                |                |                |                |                |                |                |
| 1850           | 6,019          |                |                | 5,897          | 121            | 1              |                |                |                | 5,866          | 153            |
| 1870           | 7,290          |                |                | 7,076          | 236            | 6              |                |                |                | 7,034          | 284            |
| 1888           | 8,286          | 8,154          | 13             | 8,038          | 233            | 15             | 4              |                |                | 8,007          | 279            |
| 1900           | 10,213         | 9,951          | 55             | 9,762          | 417            | 34             | 26             |                |                | 9,904          | 309            |
| 1910           | 12,173         | 11,805         | 107            | 11,540         | 537            | 96             | 27             |                |                | 11,693         | 480            |
| 1930           | 16,524         | 15,979         | 114            | 15,372         | 968            | 184            | 35             |                |                | 16,060         | 464            |
| 1950           | 24,157         | 23,105         | 273            | 21,774         | 2,150          | 233            | 34             |                |                | 23,667         | 490            |
| 1970           | 36,523         | 33,566         | 1,663          | 30,825         | 5,325          | 373            | 22             | 16             | 178            | 33,662         | 2,861          |
| 1990           | 38,211         | 34,944         | 895            | 29,426         | 5,314          | 3,471          | 22             | 307            | 1,093          | 34,932         | 3,279          |
| 2000           | 40,377         | 36,551         | 728            | 28,120         | 5,852          | 6,405          | 17             | 1,365          | 2,765          | 35,315         | 5,062          |

### 종교

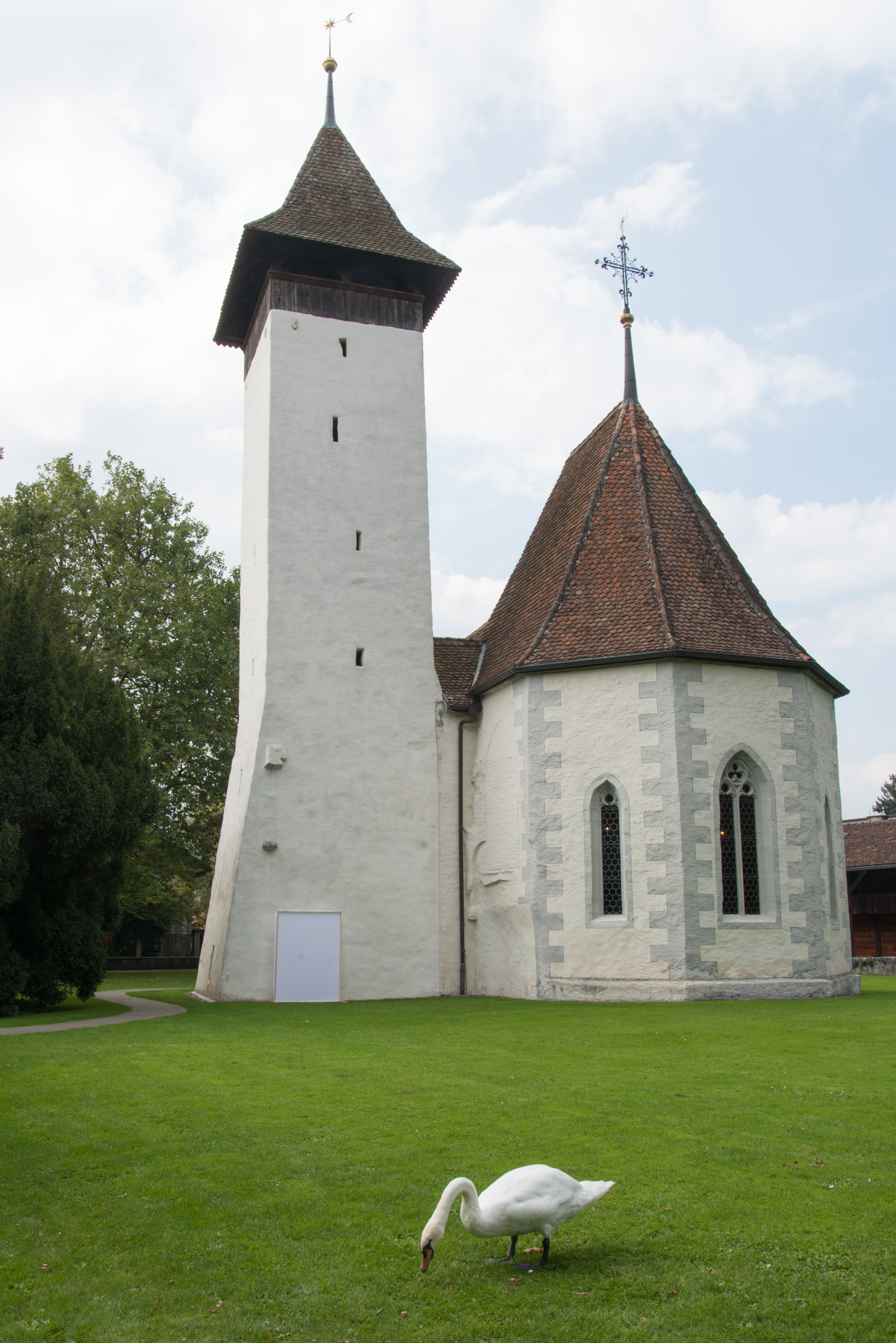
역사적인 셔츨링겐 교회

2000년 인구 조사에서 26,334명(65.2%)이 스위스 개혁 교회에 속했고 5,852명(14.5%)이 로마 가톨릭 신자였다. 나머지 인구 중 정교회 교인은 441명(인구의 약 1.09%), 크리스찬 가톨릭 교회 교인은 37명(인구의 약 0.09%), 1,823명이 있었다. 다른 기독교 교회에 속한 개인(또는 인구의 약 4.51%). 유대인은 17명(인구의 약 0.04%)이었고 이슬람교는 1,365명(인구의 약 3.38%)이었다. 115명의 불교도가 있었다. 힌두교인 347명과 다른 교회에 속한 35명. 2,765명(인구의 약 6.85%)이 교회에 속하지 않고, 불가지론자 또는 무신론자이며, 1,246명(인구의 약 3.09%)이 질문에 대답하지 않았다.

## 경제
2011년 현재 툰의 실업률은 2.41%이다. 2011년 기준으로 자치단체에 고용된 총 인원은 28,536명이다. 이 중 1차 경제 부문에 114명이 고용되었고 이 부문에 약 44개 기업이 참여했다. 2 차 부문에는 6,625명의 직원이 있으며 이 부문에는 450개의 기업이 있다. 3차 부문에는 21,797명의 직원이 있으며 이 부문에는 2,696개의 기업이 있다. 20,515명의 시정촌 거주자가 일정 수준으로 고용되었으며 그중 여성이 전체 노동력의 44.5%를 차지했다.
2008년에는 총 20,331명의 정규직 또는 그에 상응하는 일자리에 고용된 직원이 있었다. 1차 부문의 일자리 수는 66개였으며 그중 63개는 농업, 1개는 임업 또는 목재 생산, 1개는 어업 또는 어업이었다. 2차 산업의 일자리 수는 6,159개로 그중 제조업이 3,898개(63.3%), 건설업이 2,092개(34.0%)였다. 3차 부문의 일자리는 14,106개였다. 3차 부문에서 2,910개(20.6%)개 도소매 또는 자동차 수리업에, 918개(6.5%)가 물품 이동 및 보관에, 968개(6.9%)가 호텔·레스토랑, 345개(2.4%)가 IT산업에, 663개(4.7%)가 보험 또는 금융 산업에, 1,075개(7.6%)가 기술 전문가 또는 과학자로, 692개(4.9%)가 교육, 2,457개(17.4%)가 의료 분야였다.
2000년 기준 자치단체로 통근한 근로자는 12,673명, 외부로 출퇴근자는 9,195명이었다. 지치체는 근로자를 순수입하며, 1명이 전출될 때마다 약 1.4명의 근로자가 지치체에 전입된다. 총 11,320명의 근로자(시 전체 근로자 23,993명 중 47.2%)가 툰에 거주하고 일했다. 근로 인구의 27%는 대중교통을 이용해 출근했고 41.2%는 자가용을 이용했다.
툰의 지방세와 주세율은 주에서 가장 낮은 세율 중 하나이다. 2012년 툰의 150,000 CHF를 버는 기혼 거주자의 평균 지방 및 주 세율은 12.1%였고, 미혼 거주자의 세율은 18.1%였다. 비교를 위해 2011년 전체 주의 평균 비율은 14.2%와 22.0%였고, 전국 평균은 각각 12.3%와 21.1%였다.
2010년에 지치체의 납세자는 총 20,367명이었다. 그중 6,140명이 연간 75,000CHF 이상을 벌어들였다. 연간 15,000에서 20,000 사이의 수입을 올린 사람은 133명이었다. 가장 많은 수의 근로자인 6,238명이 연간 50,000~75,000CHF를 벌었다. 툰에 있는 75,000 CHF 이상 그룹의 평균 수입은 113,507 CHF인 반면, 스위스 전체의 평균은 131,244 CHF였다.
2011년에는 전체 인구의 2.4%가 정부로부터 직접적인 재정 지원을 받았다.

## 교육
툰에서는 인구의 약 57.3%가 필수가 아닌 고등 교육을 이수했으며, 17.6%가 추가 고등 교육( 대학 또는 응용학문대학)을 이수했다. 인구 조사에 나와 있는 특정 형태의 고등 교육을 마친 4,675명 중 68.6%가 스위스 남성, 22.5%가 스위스 여성, 5.8%가 비 스위스 남성, 3.1%가 비 스위스 여성이었다.
베른주의 학교 시스템은 1년의 의무 없는 유치원, 6년의 초등학교를 제공한다. 이후 3년 동안의 의무적 중학교 과정을 거쳐 학생을 능력과 적성에 따라 구분한다. 중학교 이하 학생들은 추가 교육을 받거나 견습 과정에 들어갈 수 있다.
2012-13학년도 동안 총 3,923명의 학생이 툰의 수업에 참석했다. 시정촌의 독일어 유치원 수업에는 총 603명의 학생이 있었다. 유치원생 중 18.7%는 스위스의 영주권 또는 임시 거주자(시민권 아님)였으며 29.9%는 교실 언어와 다른 모국어를 사용한다. 시립 초등학교에는 독일어 수업을 듣는 2,050명의 학생이 있었다. 초등학생 중 15.7%는 스위스의 영주권 또는 임시 거주자(시민권 아님)였으며 26.3%는 교실 언어와 다른 모국어를 사용한다. 같은 해에 중학교의 총 학생 수는 1,270명이었다. 스위스 영주권자 또는 임시 거주자(시민권 아님)는 12.5%, 23%였다.
2000년 기준으로, 시정촌의 모든 학교에 다니는 총 5,562명의 학생이 있다. 그중 4,331명은 시에서 거주하고 학교에 다녔고 1,231명은 다른 시에서 왔다. 같은 해에 427명의 주민들이 시외 학교에 다녔다.
툰에는 슈타트비블리오텍 툰 도서관이 있다. 도서관은 (2008년 현재) 56,800권의 책 또는 기타 매체를 보유하고 있으며 같은 해에 330,316권을 대출했다. 그해에는 주당 평균 35시간씩 총 300일 동안 문을 열었다.

## 교통

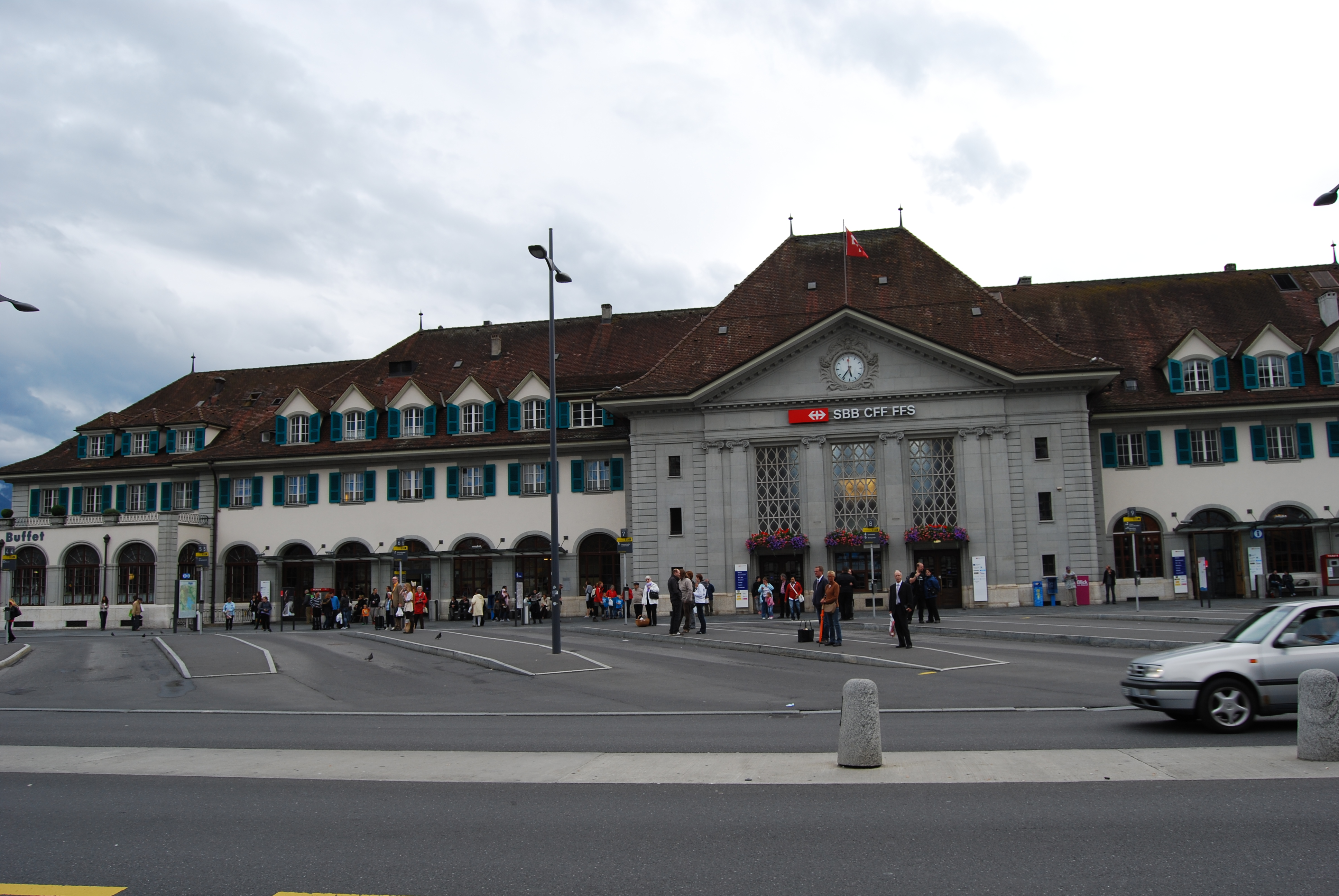
툰역

툰에서 대중교통의 주요 창구는 툰역이다. Verkehrsbetriebe STI는 도시 지역과 툰과 인근 마을을 연결하는 대중교통 버스 서비스를 제공한다. 도시간 여객철도 서비스는 BLS AG와 스위스 연방 철도(SBB CFF FFS)에서 제공한다. BLS는 또한 툰 선박 운하를 통해 역에 도달하는 툰 호수에서 여객선을 운영한다.

## 관광
- 역사 박물관이 있는 툰성 (12세기). 여기에는 중세 갑옷과 무기, 시골 생활에 대한 여러 섹션이 있다.
- 16세기에 세워진 시청사(시청)
- 툰 호수와 니더호른, 니젠, 스톡호른과 아이거, 묀히, 융프라우 봉우리를 포함한 베른 알프스의 전망.
- 세계에서 가장 오래된 파노라마 그림인 보처 파노라마
- 툰 미술관
- 샤다우 성
- 툰 기갑 박물관(Panzermuseum), 제2차 세계 대전 장갑 차량과 무기가 여러 개 전시되어 있다.

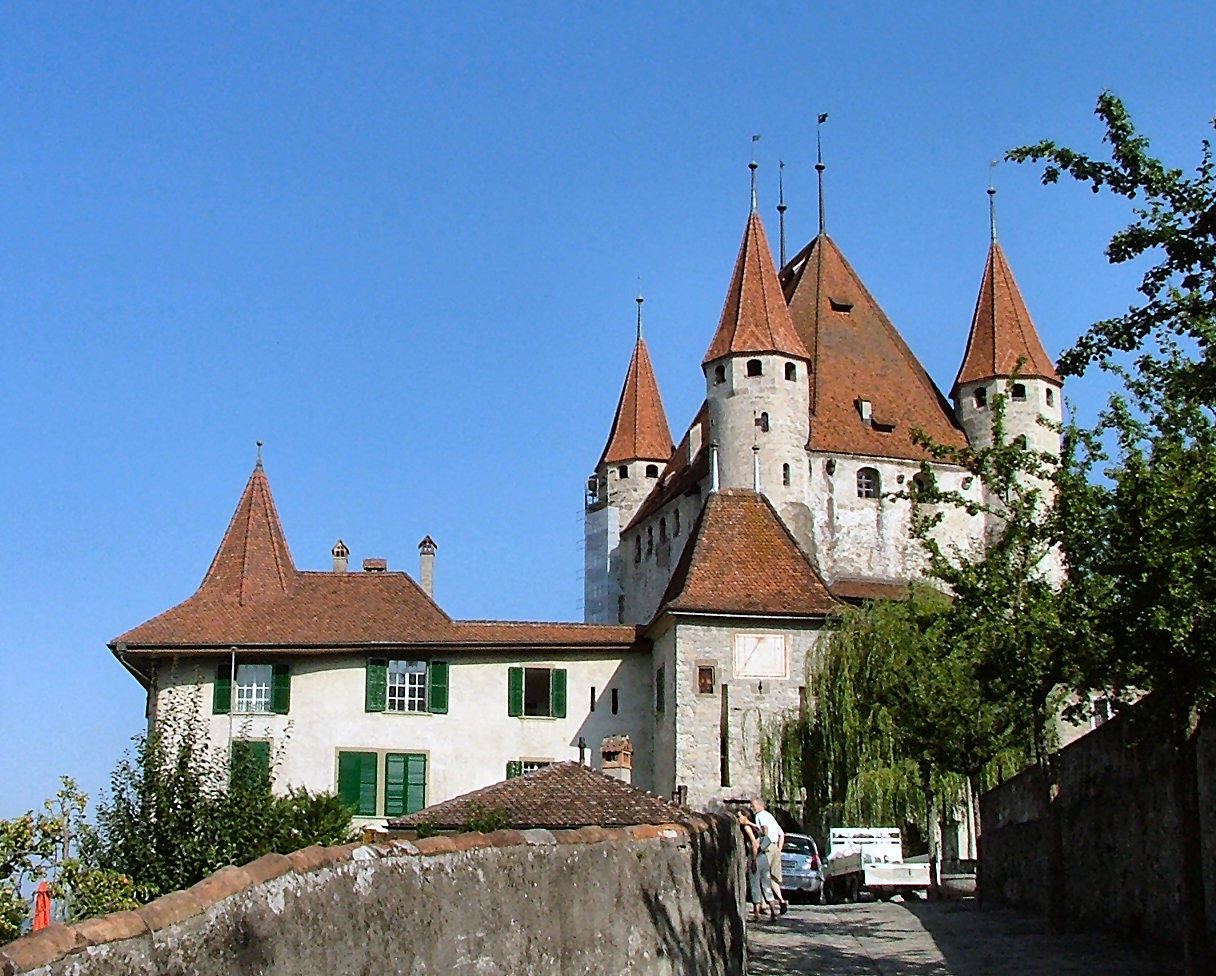
툰 성
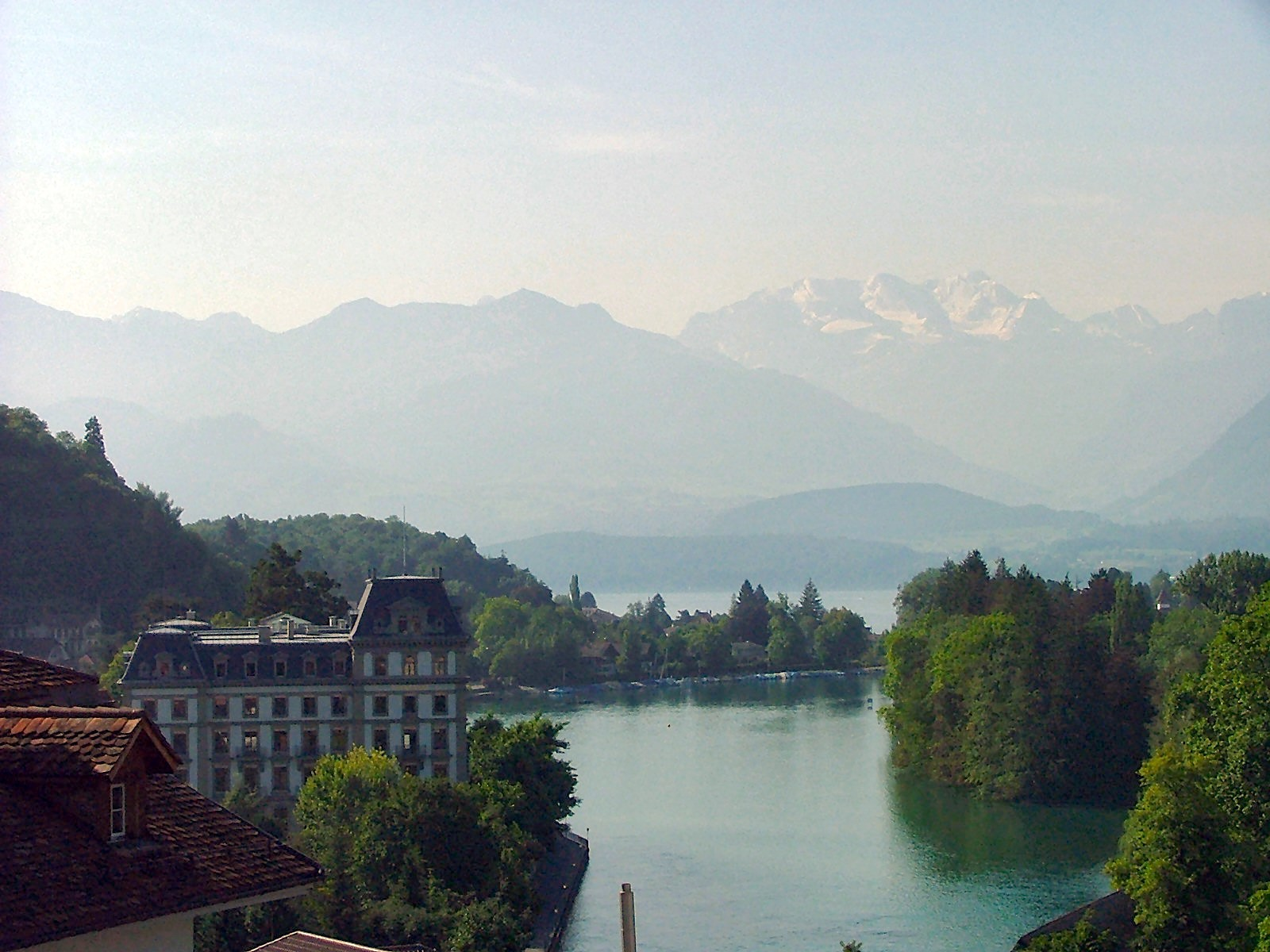
툰 호

## 스포츠
- 축구 : FC 툰은 스위스 슈퍼리그에서 뛰고 있다. 그들의 홈그라운드는 아레나 툰이다. 2005년 8월 23일 FC 툰은 UEFA 챔피언스 리그 조별 리그에 진출했다.
- 아이스하키  : EHC 툰은 스위스 하키의 3부 리그인 마이스포츠 리그에서 뛰고 있다. 그들은 4,000석 규모의 Grabengut에서 홈 게임을 한다.
- 오리엔티어링 : 툰은 1981년 세계 오리엔티어링 선수권 대회를 주최했다.
- 자유형 카약 : 툰은 2009년 ICF 자유형 세계 선수권 대회를 주최했다.
- 툰 타이거스 : SAFV[Swiss American Football League]에서 활약하는 미식 축구 클럽.